# Воинешти (Арђеш)
Воинешти (рум. Voinești) насеље је у Румунији у округу Арђеш у општини Лерешти. Oпштина се налази на надморској висини од 644 m.

## Становништво
Према подацима из 2002. године у насељу је живело 1728 становника, од којих су сви румунске националности.